# Chiesa dei Santi Vito, Modesto e Crescenzia (San Vito di Fagagna)
La chiesa dei Santi Vito, Modesto e Crescenzia è la parrocchiale di San Vito di Fagagna, in provincia e arcidiocesi di Udine; fa parte della forania del Friuli Collinare.

## Storia
La primitiva chiesa di San Vito di Fagagna viene fatta risalire al VIII secolo. L'attuale edificio risale all'Ottocento e, ampliato nel 1918, fu completato solo nel 1924.

## Interno
Al suo interno in una nicchia sul lato destro della navata è stato collocato un sarcofago romano di spoglio, riutilizzato in età alto-medievale ed abbellito con una grande croce a treccia incisa, rinvenuto nel 1962 durante lavori di scavo in uno dei vani annessi al fianco meridionale.
Sono presenti anche due affreschi di Giovanni Pittini, risalenti al 1882, che decorano il soffitto con le raffigurazioni della Madonna Immacolata ed angeli e di Sant'Antonio da Padova che adora il Bambino.
Sulla parete d'ingresso , in alto, entro un elegante altarolo barocco laccato in bianco, si può ammirare una tela ottocentesca di Giuseppe Malignani raffigurante la Madonna con il Bambino e Santi.  Più in basso vi è dipinto un arioso paesaggio.